# Culicinae
Die Culicinae sind neben den Anophelinae eine von zwei Unterfamilien der Stechmücken (Culicidae). Innerhalb der Culicinae sind 3045 Arten aus 108 Gattungen beschrieben. Namensgebend ist die 1759 von Carl von Linné beschriebene Gattung Culex, die 768 Arten umfasst. Vertreter der Unterfamilie kommen, abgesehen von der Antarktis, in allen Regionen der Welt vor. Die Mehrzahl der Arten findet sich in den Tropen. Zu den culicinen Stechmücken gehören wichtige Krankheitsüberträger.

## Merkmale

### Adulte/Imagines
Erwachsene Culicinae halten ihren Körper parallel zum Untergrund, auf dem sie sitzen.  Üblicherweise sind die Unterkiefertaster (Maxillarpalpen) der Weibchen, anders als bei den Anophelinae, viel kürzer als der Stechrüssel; bei den Männchen sind die Unterkiefertaster dagegen ähnlich lang. Der Rückenschild (Scutellum) ist dreilappig. Die Flügeladern sind normalerweise vollkommen von dunklen Schuppen besetzt, nur bei einigen Arten finden sich Tupfen oder Flecken mit weißen oder gelben Schuppen. Einige Arten, wie zum Beispiel die Ringelmücke (Culiseta annulata) haben dunkle Flecken auf den Flügeln, wie man sie auch bei der Gattung Anopheles findet.

### Larven
Die wie bei allen Stechmücken ans Wasser gebundenen Larven verfügen am Hinterleibsende über ein Atemrohr, mit dem sie sich kopfüber an die Wasseroberfläche heften. In dieser Position strudeln die meisten Arten mithilfe ihrer Mundwerkzeuge ihre Nahrung (Mikroorganismen und Schwebstoffe) aus dem Wasser, oft weiden sie aber auch unter Wasser liegenden Oberflächen ab oder krümmen den Körper nach oben, um Nahrungspartikel von der Wasseroberfläche aufzunehmen. Die Larven der Gattung Toxorhynchites ernähren sich räuberisch, hauptsächlich von anderen Mückenlarven. Die Puppen der Culicinae sind nur schwer von denen der Anophelinae zu unterscheiden.

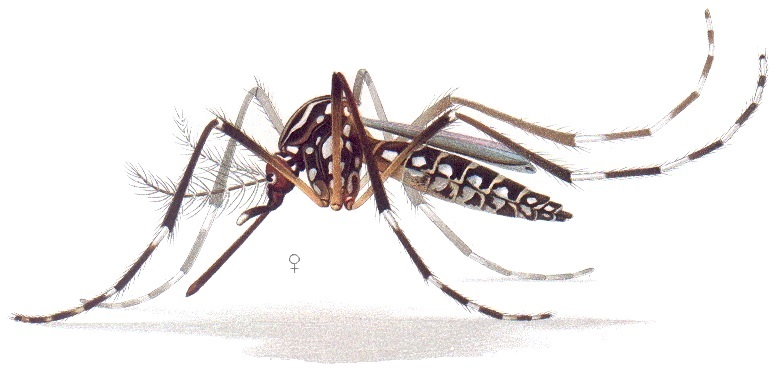
Körperhaltung einer ruhenden culicinen Mücke am Beispiel einer weiblichen Gelbfiebermücke
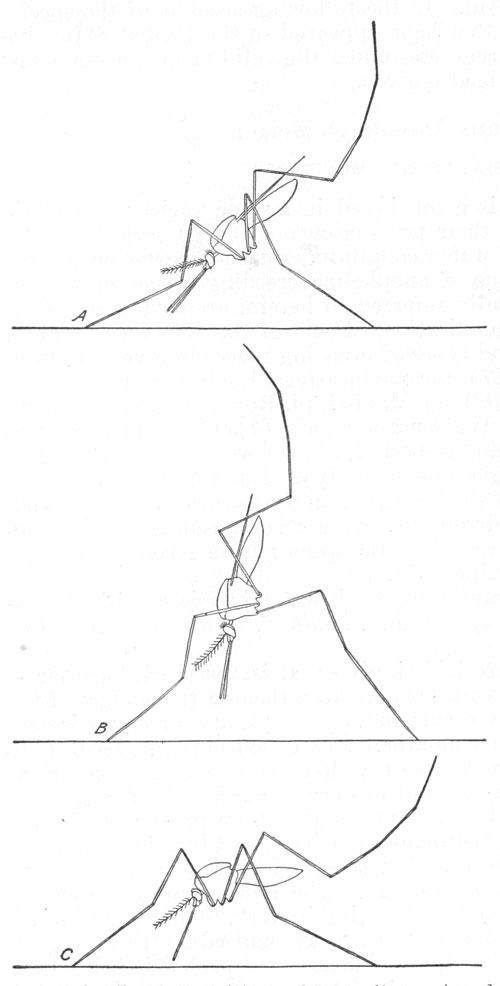
Vergleich der Ruheposition einer culicinen Mücke (unten; C) mit der von adulten Anophelinae (A, B)
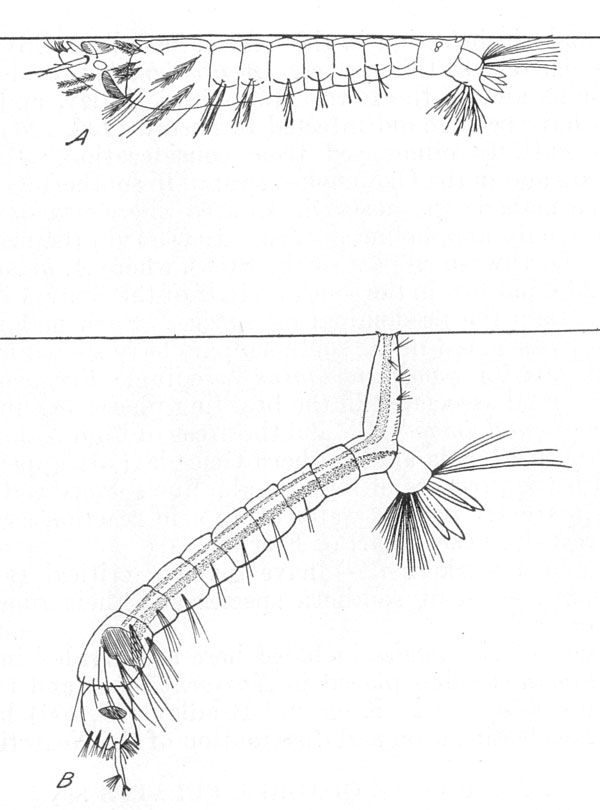
Futterhaltung einer culicinen Larve (unten; B), verglichen mit der einer Vertreterin der Anophelinae (oben; A)
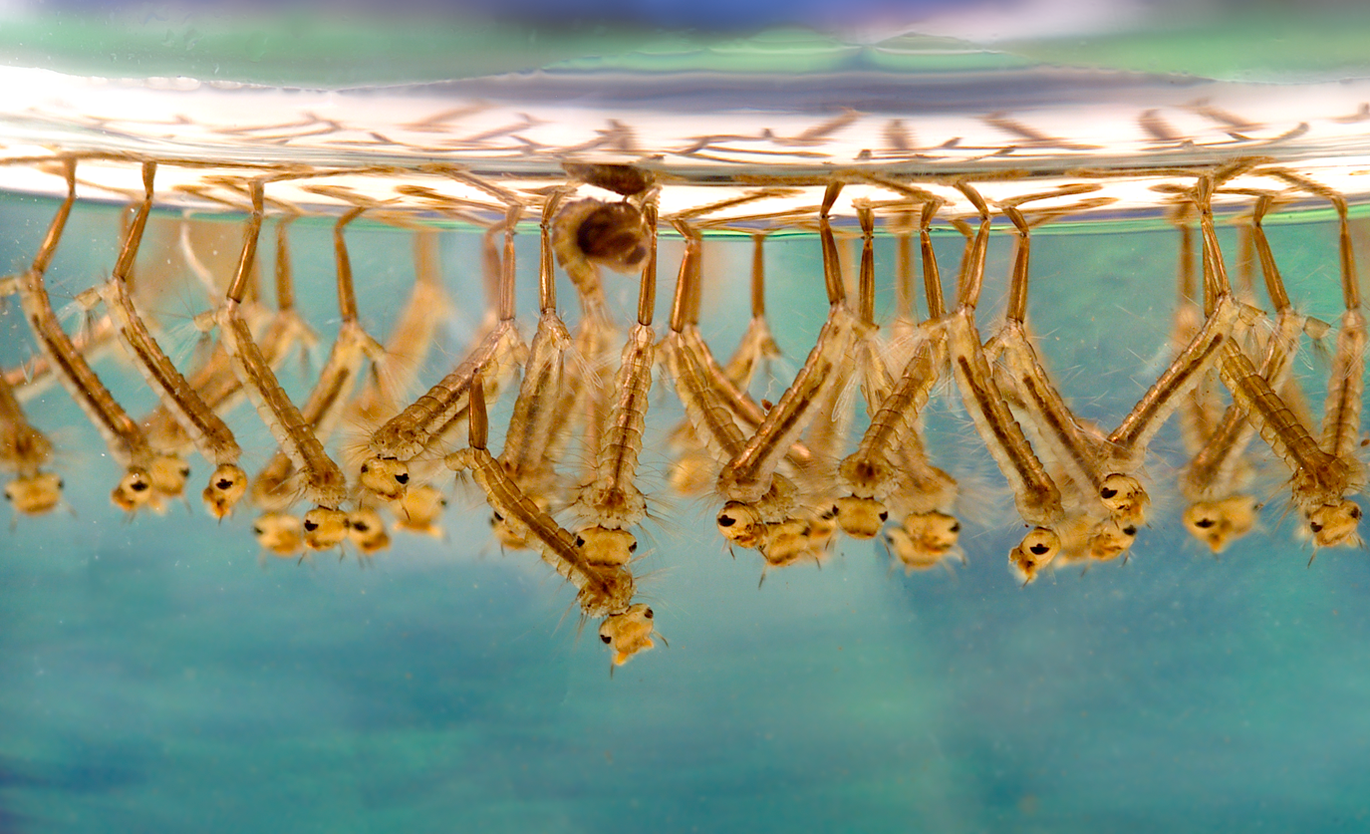
Larven und eine Puppe einer typischen Vertreterin der Culicinae

## Bedeutung
Zu den culicinen Stechmücken gehören wichtige Krankheitsüberträger, zum Beispiel die Überträger von Dengue, Gelbfieber, Chikungunya, West-Nil-Fieber oder bestimmter Fadenwürmer. Malaria wird dagegen nicht von Vertretern der Culicinae übertragen, sondern von anophelinen Stechmücken. In menschlicher Umgebung vorkommende Vertreter wie die Gemeine Stechmücke (Culex pipiens), besonders aber auch die oft in sehr großer Zahl auftretenden Überschwemmungsmücken, wie z. B. Aedes vexans, oder Aedes sticticus können eine erhebliche Belästigung für Mensch und Tier darstellen.
Auf der anderen Seite wurden Vertreter der Gattung Toxorhynchites mit einigem Erfolg zur biologischen Schädlingsbekämpfung eingesetzt, da sie kein Blut saugen und ihre Larven räuberisch von anderen Mückenlarven leben.

## Systematik
Die 3045 Arten aus 108 Gattungen werden in 11 Triben zusammengefasst:
- Aedeomyiini
- Aedini, vertreten zum Beispiel durch:
  - Aedes vexans (örtlich als „Rheinschnake“ bezeichnet)
  - Koreanische Buschmücke (Aedes [Hulecoeteomyia] koreicus)
  - Asiatische Buschmücke (Aedes (Hulecoeteomyia) japonicus)
  - Aedes sticticus „Auwaldmücke“
  - Gelbfiebermücke (Aedes (Stegomyia) aegypti)
  - Asiatische Tigermücke (Aedes (Stegomyia) albopictus)
- Culicini, vertreten zum Beispiel durch:
  - Culex hortensis
  - Culex martinii
  - Culex modestus
  - Gemeine Stechmücke (Culex pipiens)
  - Culex territans
  - Culex torrentium
- Culisetini, vertreten zum Beispiel durch:
  - Ringelmücke (Culiseta annulata)
  - Culiseta longiareolata
- Ficalbiini
- Hodgesiini
- Mansoniini
  - Coquillettidia richiardii
- Orthopodomyiini
- Sabethini
- Toxorhynchitini mit der einzigen Gattung Toxorhynchites
- Uranotaeniini
  - Uranotaenia unguiculata

## Belege
1. 1 2 3 4 5 6  Subfamily Culicinae Meigen, 1818. R.E. Harbach: Mosquito Taxonomic Inventory, abgerufen am 30. Juli 2012.
2. ↑  Culex. Walter Reed Biosystematic Unit: Mosquito Genera, archiviert vom Original am 4. März 2011; abgerufen am 12. März 2024.
3. 1 2  Tribe Toxorhynchitini Lahille, 1904. R.E. Harbach: Mosquito Taxonomic Inventory, archiviert vom Original am 6. Oktober 2011; abgerufen am 12. März 2024.